# ليليا فيرا
ليليا فيرا (بالإسبانية: Lilia Vera) هي مغنية فنزويلية، ولدت في 19 أكتوبر 1951 في كاراكاس في فنزويلا.